# Kościół Świętego Józefa w Pułtusku
Kościół Świętego Józefa w Pułtusku – rzymskokatolicki kościół parafialny należący do dekanatu pułtuskiego diecezji płockiej.

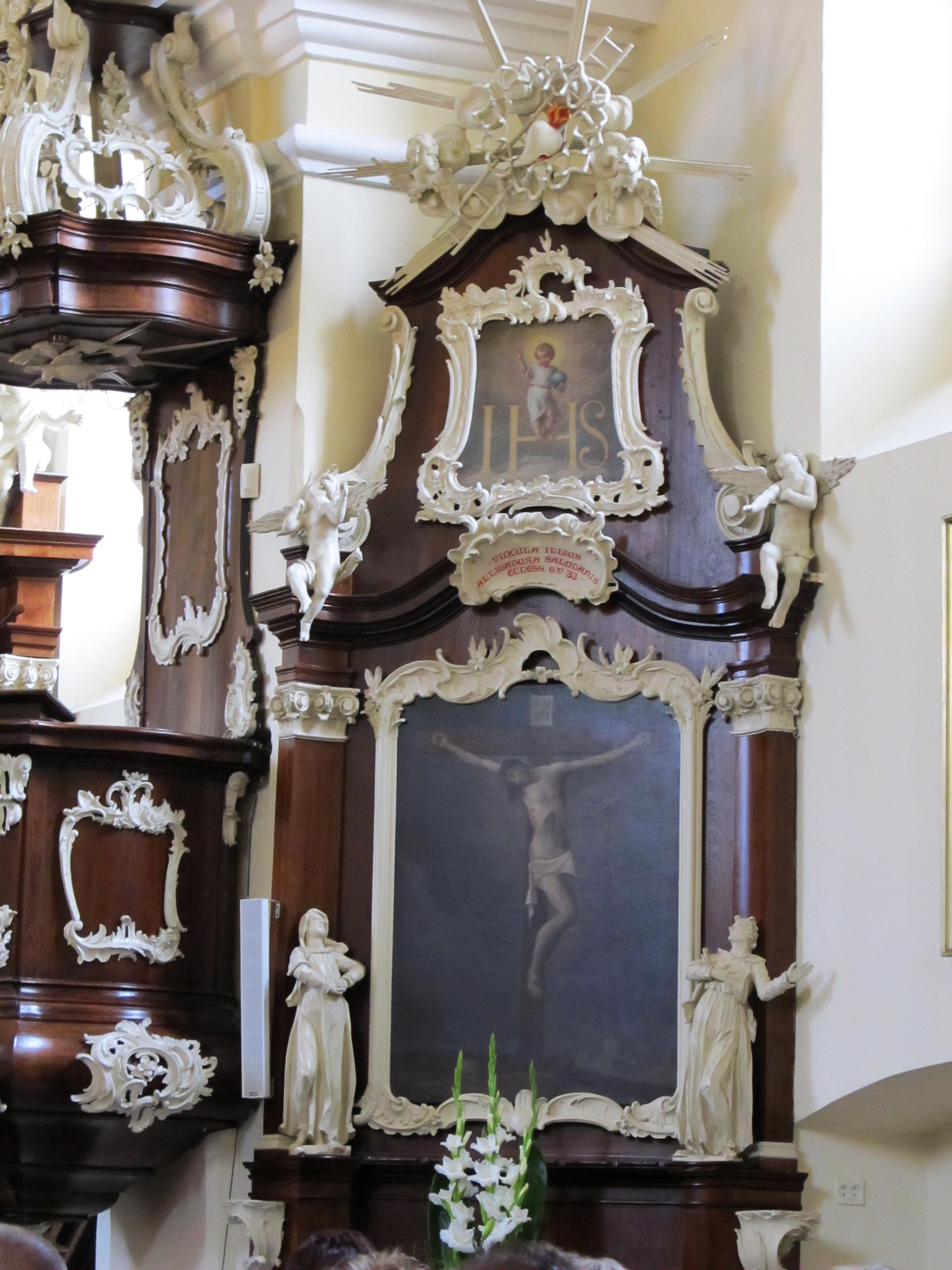
Wnętrze kościoła

Jest to świątynia poreformacka wybudowana w połowie XVII wieku w stylu wczesnobarokowym, którą ufundowali stolnik koronny Wojciech Wesel i ksiądz Szymon Gawłowski, późniejszy kanonik płocki w 1648 roku. Kamień węgielny pod budowę kościoła i klasztoru został położony przez biskupa Alberta Toliborskiego. Budowa została ukończona w 1650. Obecne wyposażenie wnętrza pochodzi z lat 1714-1777 i zostało wykonane z ciemnego dębu. Pod świątynią oraz kaplicą są umieszczone niedostępne krypty. Kaplica posiada dekorację w stylu wczesnobarokowym, restaurowaną w XIX wieku (zatarto wtedy częściowo jej cechy stylowe).
Od strony południowej znajdują się zabudowania dawnego klasztoru, w których do niedawna mieścił się zakład karny.